# 世間
世間（羅馬化：loka，音譯：路迦  / 梵語：，羅馬化：laukika，直译：世俗、紅塵） 、又作路迦駄都（羅馬化：lokadhātu，直译：世界、宇宙），印度宗教術語，意思是世界、位面或区域。

## 概论
路迦派生自梵语  意为损害，路迦即劫后会被劫灭的区域。駄都意为构成的组件、元素、成分。《楞严经》将路迦駄都拆译为世和界，但不对应时间和空间的含义。

## 分類

### 印度教
印度教文献中最常见的三界指的是：地界、空界、天界 或 天界、 人間（Martya-loka）、地底的世界。
在往世书和阿闼婆吠陀中,有十四个世界：
- 七个较高的世界 (Vyahrtis) 、上界（Urdhva lokas）：

1. 真諦界（Satya-loka）、梵天界 (Brahma-loka)
2. 苦行界（Tapa/Tapo-loka）
3. 天人界（Jana-loka）或 知界（Gyan-loka）
4. 摩訶界（Mahar-loka）
5. 天堂界（英语：Svarga）（Svar/Svarga-loka ）、因陀罗界（Indra-loka）、欢喜界（Ananda-loka ）
6. 空界（Antariksha/Bhuvar-loka）、祖灵界（Pitri-loka）
7. 地界（英语：Bhuloka）（Bhu-loka）

《海螺氏奥义书》中的七上界：梵界（Brahmaloka）、生主界（Prajapatiloka）、因陀罗界（Indraloka）、阿底提耶界 （Adityaloka）、伐楼拿界（Varunaloka）、伐由界（Vayuloka）、伊舍那界（Īśānaloka）、阿耆尼界（Agniloka）、阿迦尼界
- 七个地下世界 (Pātālas)、下界（Pātāla lokas）：

1. 無底界（Atala-loka）
2. 離下界（Vitala-loka）
3. 善下界（Sutala-loka）
4. 下下界（Talātala-loka）
5. 大下界（Mahātala-loka）
6. 液下界（Rasātala-loka）
7. 地下界（Patala-loka）、那伽界（Naga-loka）、阎摩界（Yama-loka）

十四界之上是净河（virajānadī），再之上是各永恒至高居所：
- 成就者界（Siddhaloka）
- 毗湿奴界（Vishnuloka）、无忧界（Vaikuṇṭhaloka）
- 群主界（Ganeshloka）
- 湿婆界（Shivaloka）
- 女神界（Deviloka）
- 乳牛界（Goloka）
- 娑枳多界（Sāketloka）

#### 毗濕奴派的看法
根據《薄伽梵往世書》的記載，在梵天界二千六百二十萬由旬上方是外琨塔（Vaikuntha）所在的位置，外琨塔是地位至高的神靈克里希那神和祂虔誠的崇信者的居所，也是眾生能夠獲享永生的地方。

### 耆那教
在耆那教文献中，宇宙被称为 loka，认为宇宙永恒存在，根据普遍的自然法则运作，没有创造者和毁灭者，宇宙分为三个部分：
- 上界（Urdhva Loka）天神的领域
- 中界（Madhya Loka）人类、动植物的领域
- 下界（Adho Loka）地狱的领域

### 佛教
垂直宇宙论：
- 欲界（Kāmadhātu-Loka / kāma-loka）
- 色界（Rūpadhātu-Loka / rūpa-loka）
- 无色界（Arūpadhātu-Loka / arūpa-loka）

众生轮回的位面：
- 天道（deva-loka）
- 阿修罗道（asura-loka）
- 人道（manuṣhya-loka）

- 畜生道（tiryagyoni-loka）
- 餓鬼道（preta-loka）
- 地獄道（naraka-loka）

## 世间
包括了代表有情的有情世間，以及有情所居住之山河大地的器世間。世间的所有事物和现象称爲「世间法」（Loka-dhamma）。因世間是一切有情眾生存在和生活的地方，所以世間在一些詞語下.也等同於世俗的，或稱入世。無論是出生在三界中的有情眾生、或者作為眾生居住之地的山河大地器世間，都是因緣和合，不是本來真實、本來自在的法，都是「有因有緣世間集、有因有緣世間滅」的無常法、有为法。

### 瑜伽師地論
《瑜伽師地論》說有二種世間（Lokadvaya）：
- 有情世間（sattva-loka）：或稱作是「五陰世間」，指眾生，代表生命體，但不包含植物。
- 器世間（bhājana-loka）：生命體所居處存在的空間及相關的處所，也就是世界。佛教認為世間處所就如同器皿一般[6]。

### 华严经疏
《华严经疏》分为以下三類，第三种不同于大智度论： 
- 衆生世間：即假名世間
- 器世間：即国土世間
- 智正覚世間：佛的世界

### 大智度論
《大智度論》中三世間
- 假名世间：一切的有情、生命
- 国土世間：有情所居住之山河大地、國土等
- 五蘊世間：此世间之众生能成之法，其五蕴各有差别。

### 数论派
数论派分为以下三類
- 天上
- 人間
- 獣道

### 世間与出世間
世間的法稱為世間法，是指世俗生活的各方面，也就是色法上的維持和生存。佛教要在世間傳播，僧俗信要在世間生存，是離不開世間法的。但世間法是有為法，必定是無常的而有壞滅之日，唯有無為法才是不生不滅的，無為法又稱作出世間法或出世間，簡稱出世法。出世法的目的是心的淨化，涅槃解脫。
世間和出世間的區別並不是截然斷裂，實際上佛教常說「出世間不離世間」、「煩惱即菩提」，甚至主張應該瞭解世間法，以此導向出世間。
真正的出世間是無我的，不生不滅，非空非不空，非有非無有的。但眾生對於許多尚未知道的事而產生的自己錯誤的理解，產生了苦，尤其對於自我與世界的不如實了知，認假為真，以致將五蘊所代表的色心自我與四大所組成的宇宙世間，錯誤地認為其是常住不變的，由此出現錯誤的認知，因而產生種種的貪愛與執着，便無法脱離在三界世間不斷輪迴生死的宿命，甚至進而引發更深重的痛苦情緒與有罪的惡行，因上期所造惡業為緣而下墮出生於更惡劣的生處如三惡道來受身心的苦。這就是讓無明眾生無法解脫於生死輪迴的道理。因此正確的了解世間的虛妄無常的本質，產生出離心和菩提心，正是佛教中修行者的最基本及重要課題之一。